# کیزما
کیزما (به لاتین: Kizema) یک منطقهٔ مسکونی در روسیه است که در استان آرخانگلسک واقع شده‌است. کیزما ۳٬۶۴۴ نفر جمعیت دارد و ۱۲۲ متر بالاتر از سطح دریا واقع شده‌است.